# یامولیتسه
یامولیتسه (به چکی: Jamolice) یک منطقهٔ مسکونی در جمهوری چک است که در ناحیه زنویمو واقع شده‌است. یامولیتسه ۱۲٫۹۳ کیلومتر مربع مساحت و ۴۳۴ نفر جمعیت دارد و ۳۵۰ متر بالاتر از سطح دریا واقع شده‌است.